# Grudzień 2013

## 31 grudnia
- W wieku 70 lat zmarł Andrzej Turski, polski filolog oraz dziennikarz radiowy i telewizyjny[1].
- Telekomunikacja Polska i PTK Centertel połączyły się w Orange Polska[2].

## 30 grudnia
- 15 osób zginęło, a 28 zostało rannych w zamachu bombowym na trolejbus w rosyjskim mieście Wołgograd[3]. Natomiast w mieście Chasawiurt w Dagestanie eksplodowała bomba, w wyniku czego zginęła jedna osoba, a czterech policjantów zostało rannych[4].
- Irackie siły bezpieczeństwa rozbiły w Ar-Ramadi największy obóz sunnickich demonstrantów antyrządowych; zginęło 10 osób, a 40 zostało rannych[5].
- W Sudanie w ataku niezidentyfikowanej grupy zbrojnej na konwój w Darfurze zginęło dwóch żołnierzy – Jordańczyk i Senegalczyk – sił pokojowych ONZ i Unii Afrykańskiej[6].
- W chińskim Sinciangu doszło do ataku na posterunek policji, w wyniku czego zastrzelono ośmiu napastników, a jeden został aresztowany[7].
- We wschodniej części Salwadoru doszło do erupcji wulkanu Chaparrastique, w wyniku czego ewakuowano około 5 tys. ludzi[8].
- W Egipcie 139 zwolenników obalonego prezydenta Muhammada Mursiego zostało skazanych na karę dwóch lat więzienia m.in. za wszczynanie zamieszek czy sabotaż[9].
- Instytut Pamięci Narodowej umorzył śledztwo ws. katastrofy lotniczej w Gibraltarze, podczas której zginął generał Władysław Sikorski. Śledczy stwierdzili, że nie było zamachu[10].

## 29 grudnia
- 16 osób zginęło, a 44 zostały ranne w wyniku samobójczego zamachu, do którego doszło w gmachu dworca kolejowego w rosyjskim mieście Wołgograd[11][12].
- Syryjskie Obserwatorium Praw Człowieka podało, że od 15 grudnia 2013 roku zginęło ponad 517 osób w wyniku nalotów rządowych na Aleppo[13].
- Co najmniej 18 osób zginęło w zamachach w całym Iraku, w tym generał wojskowy, w ataku bombowym w Mosulu[14].
- W Boliwii na skutek wywrócenia się autobusu zginęło co najmniej 10 osób, a ponad 30 zostało rannych[15].
- W wyniku ulewnych deszczów, powodzi oraz lawin błotnych w Brazylii zginęło 39 osób. W niektórych rejonach wprowadzono stan wyjątkowy[16].
- Na autostradzie A81 koło Stuttgartu w Niemczech doszło do karambolu, w którym brało udział ponad 50 samochodów. Zostało rannych 17 osób[17].
- Na Ukrainie w pobliżu rezydencji prezydenta Wiktora Janukowycza pod Kijowem zebrało się ok. 2 tys. ludzi i około tysiąca samochodów, którzy zablokowali drogę do budynku. Natomiast na Placu Niepodległości ponownie zebrało się 20–50 tys. demonstrantów[18].
- Arabia Saudyjska zapowiedziała przekazanie Libanowi 3 mld dolarów w ramach pomocy w dozbrojeniu tamtejszego wojska[19][20].
- Niemiecki dziennik „Der Spiegel”, powołując się na dokumenty dostarczone przez Edwarda Snowdena, zamieścił artykuł na temat metod inwigilacji elektronicznej, z których korzystała amerykańska Agencja Bezpieczeństwa Narodowego[21].
- Hiszpańska policja rozbiła siatkę handlarzy podrabianej odzieży. Aresztowano blisko 100 osób i skonfiskowano tony podrobionych ubrań[22].
- Michael Schumacher „walczy o życie” po wypadku na nartach[23][24].
- W południowych Włoszech miało miejsce trzęsienie ziemi o sile 4,9 w skali Richtera. Wstrząsy były odczuwalne w regionach Kampanii, Molise i Abruzji[25].
- W wieku 81 lat zmarł Wojciech Kilar, polski pianista, kompozytor muzyki poważnej i filmowej[26].

## 28 grudnia
- Co najmniej 25 osób zginęło, w tym czworo dzieci w wyniku bombardowań miasta Aleppo przez syryjskie siły rządowe[27].
- W Indiach w pożarze pociągu ekspresowego w stanie Andhra Pradesh zginęły co najmniej 23 osoby, w tym dwoje dzieci[28].
- Podczas aresztowania sunnickiego deputowanego Ahmeda Al Alwaniego doszło do starć między ochroną a irackimi siłami bezpieczeństwa, w wyniku czego zginęło 6 osób (w tym brat Alwaniego), a 18 zostało rannych[29].
- W Tajlandii niezidentyfikowany bandyta otworzył ogień do pokojowej demonstracji, w wyniku czego zginęła jedna osoba, a trzy zostały ranne[30].
- W wyniku intensywnych śnieżyc w Alpach na terenie Szwajcarii zginęły cztery osoby[31].
- Przedstawiciel Organizacji ds. Zakazu Broni Chemicznej Franz Krawinkler stwierdził, że usuwanie broni chemicznej z Syrii może się opóźnić[32].
- Turecka policja rozpędziła tysiące demonstrantów w Stambule i Ankarze, domagających się dymisji premiera Recepa Tayyipa Erdoğana[33].
- W Izraelu kilka tysięcy Afrykanów, ubiegających o azyl w tym kraju demonstrowało w Tel Awiwie przeciwko odmowie przyznania im przez władze izraelskie statusu uchodźców i przeciw zamiarowi umieszczania setek z nich w ośrodkach, które ograniczają swobodę poruszania się[34].
- Stały Komitet chińskiego parlamentu uchwalił rezolucję łagodzącą restrykcje regulujące politykę jednego dziecka. Uchwalono również formalne zniesienie obozów reedukacji przez pracę[35].
- Uzbekistan dołączył do strefy wolnego handlu Wspólnoty Niepodległych Państw[potrzebny przypis].
- Po ponad 40 latach od początku prac projektowych, śmigłowiec szturmowy Mi-28 Nocny Łowca został oficjalnie przyjęty do służby w rosyjskich siłach zbrojnych[36].
- Rakieta nośna Sojuz 2.1w odbyła swój pierwszy lot[37].
- Na Morzu Śródziemnym 80 km na południowy zachód od Avsallar w Turcji wystąpiło trzęsienie ziemi o magnitudzie 5,8 stopnia[38][39].

## 27 grudnia
- W Syrii zasadzce sił rządowych w górach Kalamun na północ od Damaszku zginęło 60 islamistów[40].
- W Prowincji Phetchabun w Tajlandii zginęło co najmniej 29 osób, a cztery zostały poważnie ranne po tym, jak autobus wypadł z drogi i runął do wąwozu o głębokości ok. 30 m[41].
- W Jemenie w ostrzelanym z moździerza namiocie pogrzebowym w mieście Al-Dalea zginęło 13 osób[42].
- W Libanie eksplodował samochód-pułapka w centralnym dystrykcie Bejrutu, zabijając co najmniej pięć osób, w tym byłego libańskiego ministra finansów i ambasadora w USA Muhammada Szataha oraz raniąc 71 kolejnych[43][44].
- Pięciu żołnierzy oraz oficer zginęło w wyniku eksplozji w stolicy Somalii[45].
- Zamachowiec-samobójca zaatakował zagraniczny konwój wojskowy we wschodnich przedmieściach stolicy Afganistanu, zabijając co najmniej trzech żołnierzy i policjantów z Międzynarodowych Sił Wsparcia Bezpieczeństwa NATO[46][47].
- Trzy osoby zginęły, a 265 osób zostało aresztowanych w wyniku starć policji ze zwolennikami Bractwa Muzułmańskiego w całym Egipcie[48][49].
- W rosyjskim Piatigorsku w eksplozji samochodu zaparkowanego w pobliżu komendy policji drogowej zginęły trzy osoby[50].
- Polska Akcja Humanitarna po tygodniowej przerwie wznowiła swoją misję w Sudanie Południowym. Powodem jest poprawa bezpieczeństwa w tym kraju[51].
- Gubernator Prefektury Okinawa Hirokazu Nakaima zatwierdził środki pozwalające na przeniesienie kontrowersyjnej amerykańskiej bazy na Okinawie, kończąc tym samym 17-letnią stagnację w planach przeniesienia bazy[52][53].
- Przedstawiciel rządu Izraela poinformował o planach budowy kolejnych 1400 domów w osiedlach na okupowanym Zachodnim Brzegu Jordanu[54].
- Sędzia federalnego sądu okręgowego w Nowym Jorku William Pauley orzekł, że Agencja Bezpieczeństwa Narodowego działała zgodnie z prawem w granicach Konstytucji USA, kiedy po atakach z 11 września 2001 roku zaczęła masowo gromadzić metadane z amerykańskich zapisów telefonicznych. Opinia ta jest bezpośrednim przeciwieństwem orzeczenia sędziego Richarda Leona z innego okręgu[55][56].
- 9-letni Tyler Armstrong z Kalifornii wspiął się na szczyt o wysokości 6962 m, dzięki czemu został uznany najmłodszym zdobywcą szczytu Aconcagua w Argentynie[57].

## 26 grudnia
- W wieku 101 lat zmarła Mártha Eggerth, węgierska śpiewaczka operetkowa i aktorka, żona Jana Kiepury[58].
- W Rosji w katastrofie samolotu transportowego An-12 na Syberii zginęło dziewięć osób (sześciu członków załogi i trzy inne osoby)[59].
- Sześciu czadyjskich żołnierzy z kontyngentu afrykańskiego zginęło podczas starć w stolicy Republiki Środkowoafrykańskiej[60][61].
- W Brazylii zginęły 32 osoby, a 50 tys. pozostało bez dachu nad głową w wyniku powodzi i osunięć ziemi[62].
- W Stanach Zjednoczonych z powodu złej pogody 500 tys. osób jest bez dostępu do prądu. Ponadto w wyniku obfitych opadów śniegu, marznącego deszczu i tornad w USA i w Kanadzie liczba ofiar wzrosła do 27 osób[63].
- Siły Powietrzne Izraela rozpoczęły naloty na cele w Strefie Gazy po tym, jak Palestyńczycy otworzyli ogień w regionie Eszkol w Dystrykcie Południowym[64].
- Ukraińska aktywistka i dziennikarka Tetiana Czornowił została w Boże Narodzenie dotkliwie pobita przez niezidentyfikowanych mężczyzn. Władze twierdzą, że był to atak skierowany przeciwko przeciwnikom rządu[65][66].
- W Tajlandii doszło do starć pomiędzy demonstrantami i policją, w wyniku czego zginął jeden policjant i zostało rannych co najmniej 66 osób. Natomiast komisja wyborcza zarekomendowała władzom przesunięcie głosowania, zaplanowanego na 2 lutego 2014 roku[67].
- Premier Japonii Shinzō Abe w pierwszą rocznicę objęcia urzędu odwiedził świątynię Yasukuni w Tokio. Wizytę potępiły Chiny oraz Korea Południowa, dla których miejsce to jest symbolem japońskiej agresji w czasie II wojny światowej[68][69].
- Reserve Bank of India ostrzega użytkowników o ryzyku związanym z walutami wirtualnymi jak Bitcoin i Dogecoin[70].
- Rosyjscy eksperci zajmujący się badaniem szczątków byłego palestyńskiego przywódcy Jasera Arafata stwierdzili, że nie został on otruty radioaktywnym polonem, lecz zmarł z przyczyn naturalnych. Tym samym poparli wnioski francuskich badaczy[71].
- Po 35 latach piastowania swego stanowiska metropolita miński i słucki, patriarszy egzarcha Białorusi Filaret ustąpił z urzędu[72].

## 25 grudnia
- Na targowisku w stolicy Iraku przeprowadzono trzy zamachy bombowe, skierowane przeciwko Chrześcijanom; zginęło łącznie 35 osób, a ponad 50 zostało rannych. Podczas jednego z ataków samochód-pułapka eksplodował w pobliżu kościoła, w wyniku czego zginęły co najmniej 24 osoby, a 28 zostało rannych[73][74].
- 18 haitańskich imigrantów utonęło w okolicach wysp Turks i Caicos po tym, jak łódź przewożąca więcej niż 50 osób przewróciła się, gdy była holowana do portu[75][76].
- W Argentynie w ataku piranii Pygocentrus palometa w rzece Parana w pobliżu miasta Rosario zostało rannych co najmniej 70 osób[77][78].
- Opozycyjne Syryjskie Obserwatorium Praw Człowieka podało, że w ciągu dziesięciu dni zginęło ponad 410 osób (w tym 100 dzieci) w wyniku nalotów rządowych na Aleppo[79].
- Egipski rząd ponownie uznał Bractwo Muzułmańskie organizacją terrorystyczną[80][81].
- Papież Franciszek podczas swojego Urbi et Orbi zaapelował o przerwanie konfliktu w Syrii oraz pomodlił się o pokój w Republice Środkowoafrykańskiej i Sudanie Południowym[82][83].
- Trzech tureckich ministrów – gospodarki, spraw wewnętrznych oraz ochrony środowiska i urbanizacji – podało się do dymisji po wybuchu skandalu korupcyjnego w sprawie przyznawania projektów budowlanych. Premier Recep Tayyip Erdoğan ogłosił, że zostanie wybranych 10 nowych ministrów[84][85].

## 24 grudnia
- W mieście Al-Mansura w prowincji Ad-Dakahlijja w Delcie Nilu doszło do silnej eksplozji przed posterunkiem policji, w wyniku czego zginęło co najmniej 15 osób, a 134 zostało rannych. O zamach oskarżono Bractwo Muzułmańskie[86][87].
- Syryjskie Obserwatorium Praw Człowieka podało, że w ciągu dziewięciu dni zginęło ponad 330 osób (w tym 99 dzieci, ok. 30 kobiet i ok. 30 powstańców) w wyniku nalotów rządowych na Aleppo[potrzebny przypis].
- ONZ ogłosiło, że w Sudanie Południowym w stanie Unity odkryto masowy grób, zawierający 75 ciał. Dwa kolejne groby odnaleziono w mieście Dżuba. Ponadto Rada Bezpieczeństwa ONZ zatwierdziła plan wysłania dodatkowych 5,5 tys. żołnierzy sił pokojowych w celu wzmocnienia misji ONZ w tym kraju oraz ochrony cywilów[88][89].
- W pakistańskim mieście Karaczi w wybuchu zginęły trzy osoby, a 10 zostało rannych[potrzebny przypis].
- Obfite opady deszczu w Brazylii spowodowały powodzie i osunięcia ziemi, w wyniku czego zginęło 20 osób, a 40 tys. zostało ewakuowanych[90].
- W wyniku nawałnicy w północno-zachodniej Francji ponad 240 tys. domów jest pozbawionych prądu. Odnotowano również jedną ofiarę śmiertelną. Natomiast w Wielkiej Brytanii burze spowodowały śmierć czterech osób i pozbawiły prądu 10 tys. domów. Wiatr osiągał w porywach do 140 km/h.[91][92]
- Wielka Brytania zobowiązała się przekazać Filipinom 1 mld dolarów na odbudowę obszarów zniszczonych przez tajfun Haiyan[93].
- Papież Franciszek odwiedził papieża Benedykta XVI przed swoją pierwszą bożonarodzeniową pasterką[94][95].
- Dwóch astronautów NASA na Międzynarodowej Stacji Kosmicznej zakończyło serię spacerów kosmicznych w celu wymiany uszkodzonego systemu chłodzenia[96][97].
- Ransomware CryptoLocker zaraził około 250 tys. komputerów na całym świecie[98].
- W wieku 93 lat zmarł Yusef Lateef, amerykański saksofonista i kompozytor jazzowy[99].

## 23 grudnia
- Armia pakistańska ogłosiła ofensywę wojskową przeciwko talibskim bojownikom w pobliżu granicy z Afganistanem. Świadkowie poinformowali, że w operacji zginęło kilkudziesięciu cywilów[100][101].
- W Turcji w wypadku holownika wojskowego w stoczni w Izmirze zginęło 10 członków załogi[102].
- Powodzie, tornada i burze śnieżne na terenie Stanów Zjednoczonych spowodowały śmierć ośmiu ludzi[103].
- Atak z moździerza zabił czterech oficerów armii Iraku i dwóch żołnierzy w bazie wojskowej na zachód od Bagdadu. Natomiast w ataku terrorystycznym na telewizję w Tikricie zginęło sześciu dziennikarzy, a sześciu zostało rannych[104][105].
- Syryjskie Obserwatorium Praw Człowieka podało, że w ciągu ośmiu dni zginęło około 300 osób, w tym 87 dzieci w wyniku nalotów rządowych na Aleppo[106].
- Rosja wysłała do Syrii 25 pojazdów opancerzonych i 50 innych pojazdów, aby pomóc w transporcie toksyn, które mają zostać zniszczone na podstawie umowy międzynarodowej, w wyniku której Syria ma być pozbawiona arsenału chemicznego[107][108].
- Unia Europejska podjęła decyzję o wprowadzeniu embarga na eksport broni do Republiki Środkowoafrykańskiej. Zakaz obejmuje również świadczenie pomocy finansowej i technicznej[109].
- Polityczne aktywistki Maria Alochina i Nadieżda Tołokonnikowa z rosyjskiego zespołu Pussy Riot zostały zwolnione z więzienia w ramach amnestii na około trzy miesiące przed końcem odbywania kary. Zostały skazane za „chuligaństwo motywowane nienawiścią religijną”[110][111].
- Amerykański koncern Apple podpisał umowę z chińską firmą China Mobile, dzięki czemu iPhone’y będą dostępne dla 780 mln klientów chińskiej sieci[112].
- Firma jubilerska Tiffany & Co. będzie musiała zapłacić firmie Swatch 449 mln dolarów odszkodowania za uniemożliwianie realizacji wspólnych planów biznesowych[113].
- Polscy archeolodzy na pustyni Butana w Sudanie odkryli dużą ilość narzędzi pięściakowych, które wstępnie ocenili na 1,5 mln lat oraz 300 tys. lat (najmłodsze)[114].
- W wieku 94 lat zmarł Michaił Kałasznikow, radziecki wojskowy i konstruktor broni strzeleckiej[115].
- W wieku 91 zmarł generał John Eisenhower, syn prezydenta USA Dwighta Eisenhowera[116].

## 22 grudnia
- Syryjskie Obserwatorium Praw Człowieka podało, że w nalotach sił rządowych na Aleppo zginęły 42 osoby, a co najmniej 17 zostało rannych[117]. Kolejne siedem osób zginęło w zamachu samobójczym w prowincji Hims[potrzebny przypis].
- W Brazylii zginęło 14 osób, a 32 zostały ranne w wypadku autobusu, który wypadł z drogi i stoczył się z 10-metrowej skarpy[118].
- W Libii w wybuchu samochodu-pułapki w bazie wojskowej pod Bengazi zginęło co najmniej 6 osób, a 15 zostało rannych[119].
- U zachodnich wybrzeży Portugalii zatonęła łódź rekreacyjna, w wyniku czego zginęło sześć osób[120].
- W Kanadzie marznące deszcze i burze śniegowe zerwały przewody elektryczne w kilku prowincjach, w wyniku czego ponad 500 tys. ludzi zostało pozbawionych prądu[121].
- Na kijowskim Placu Niepodległości ponownie zebrało się 100 tys. osób, domagających się podpisania umowy stowarzyszeniowej z Unią Europejską oraz wcześniejszych wyborów prezydenckich i parlamentarnych. Na Majdanie ogłoszono również powstanie ponadpartyjnego ruchu społecznego o nazwie „Ogólnonarodowe Zjednoczenie Majdan”[122]. Natomiast Partia Regionów tymczasowo wstrzymała swoje kontrdemonstracje, popierające politykę prezydenta Ukrainy Wiktora Janukowycza[123].
- W Tajlandii około 150 tys. ludzi demonstrowało na ulicach Bangkoku, domagając się ustąpienia ze stanowiska premier Yingluck Shinawatry oraz powołania rządu tymczasowego[124].
- Kilka tysięcy rebeliantów z ugrupowania Séléka protestowało w stolicy Republiki Środkowoafrykańskiej przeciwko francuskiej interwencji wojskowej[125].
- Rosyjski rząd przekaże 1 mln dolarów na fundusz wieczysty Fundacji Auschwitz-Birkenau, z którego finansowane są prace konserwatorskie byłego niemieckiego obozu koncentracyjnego[126].
- Stany Zjednoczone ujawniły część dokumentów, dotyczących uprawnień wywiadu w walce z terroryzmem. Wśród nich znalazły się m.in. dokumenty zezwalające na zapisywanie rozmów telefonicznych i śledzenie internetu[127].
- We Włoszech w Prowincji Perugia wystąpiło trzęsienie ziemi o sile 4 stopni w skali Richtera. Do wstrząsów doszło na głębokości ok. 8 km. Nie odnotowano ofiar śmiertelnych i zniszczeń[potrzebny przypis].
- Brazylia zwyciężyła w rozegranych w Serbii mistrzostwach świata w piłce ręcznej kobiet[128].
- W Nowym Jorku w wieku 84 lat zmarł Edgar M. Bronfman, amerykańsko-kanadyjski przemysłowiec pochodzenia żydowskiego, filantrop i długoletni prezes Światowego Kongresu Żydów[129].

## 21 grudnia
- W Republice Środkowoafrykańskiej zginęło ponad 30 osób, a kilkadziesiąt zostało rannych w wyniku krwawych zamieszek w stolicy kraju. Wśród zabitych jest czadyjski żołnierz z sił pokojowych ONZ.[130]
- W Syrii w nalotach sił rządowych na Aleppo zginęły 63 osoby, a około 100 zostało rannych[131].
- 18 irackich oficerów i żołnierzy zginęło, a ponad 30 zostało rannych w zasadzce w mieście Ar Rutba w zachodniej prowincji Al-Anbar. Wśród zabitych jest dowódca elitarnej 7. dywizji, generał Mohammed al-Karawi oraz czterech innych oficerów[132][133].
- Na ulicach Hamburga doszło do starć pomiędzy policją i anarchistami, którzy sprzeciwili się wyburzeniu centrum spotkań Rote Flora. W wyniku walk kilkadziesiąt osób zostało rannych (w tym 80 policjantów), a wielu demonstrantów aresztowano[134].
- W wyniku intensywnych walk po nieudanym zamachu stanu Polska Akcja Humanitarna zawiesiła swoją misję w Sudanie Południowym i ewakuowała swoich pracowników do Polski[135].
- Liga Arabska skrytykowała propozycję Stanów Zjednoczonych, która przewidywała stacjonowanie wojsk izraelskich przy granicy przyszłego państwa palestyńskiego. Według organizacji zagraża to procesowi pokojowemu na Bliskim Wschodzie[136].
- Wiceminister Kuby Marino Murillo ogłosił zniesienie tzw. wymienialnego peso, specjalnej waluty używanej głównie przez zagranicznych turystów[137].
- We Francji przeprowadzono pierwsze na świecie wszczepienie stałego sztucznego serca. Serce będzie mogło działać nawet do pięciu lat.[138]
- Dwóch astronautów NASA na Międzynarodowej Stacji Kosmicznej rozpoczęło serię spacerów kosmicznych w celu naprawy uszkodzonego systemu chłodzenia[139][140].

## 20 grudnia
- W Peru zginęło co najmniej 15 osób, a 58 zostało rannych w wypadku przepełnionego autobusu, który spadł w przepaść[141].
- Dwie przydrożne bomby w Iraku zabiły co najmniej 14 osób i raniły kolejne 25. Natomiast na północy kraju zginęło kolejne 14 osób w strzelaninach i zamachach bombowych[142][143].
- W północno-zachodnim Meksyku zginęło co najmniej pięć osób w starciach policji z gangami w Puerto Penasco w stanie Sonora[144].
- Na terminalu w porcie lotniczym w Manili na Filipinach bandyta otworzył ogień do pasażerów, w wyniku czego zginęły cztery osoby, w tym burmistrz Labangan, Ukol Talumpa i jego żona[145][146].
- Dwóch egipskich żołnierzy zginęło, a ośmiu zostało rannych w północnej części półwyspu Synaj w operacji skierowanej przeciwko tamtejszym bojownikom[147].
- Izraelskie siły zabiły dwóch Palestyńczyków i raniły kolejnych ośmiu podczas dwóch incydentów, do których doszło w Strefie Gazy[148].
- W południowym Londynie co najmniej 32 osoby zostały ranne (w tym siedem ciężko) w wypadku autobusowym[149].
- Wielka Brytania zgodziła się pomóc zniszczyć syryjską broń chemiczną[150][151]. Natomiast Unia Europejska przekaże 12 mln euro na jej likwidację[potrzebny przypis].
- Premier Donald Tusk ogłosił, że 50 polskich żołnierzy pojedzie do Republiki Środkowoafrykańskiej, aby wesprzeć logistycznie i technicznie francuską operację[152].
- Kanadyjski Sąd Najwyższy zniósł wszelkie ograniczenia dotyczące prostytucji, ponieważ były one sprzeczne w konstytucją[153][154].
- Koncern Gazprom poinformował o rozpoczęciu eksploatacji pierwszego pola naftowego w Arktyce[155].
- Utah stał się 18. stanem USA, który zalegalizował małżeństwa osób tej samej płci[156].
- Dziennik „The Guardian” podał, że brytyjski i amerykański wywiad szpiegowali sojuszników z Komisji Europejskiej, Niemiec oraz Francji. Wśród nich znaleźli się m.in. zastępca przewodniczącego KE Joaquín Almunia czy kanclerz Niemiec Angela Merkel[157][158].
- Chiny z sukcesem wystrzeliły boliwijskiego satelitę Túpac Catari z Chińskiej Narodowej Agencji Kosmicznej[159].

## 19 grudnia
- W Iraku w serii zamachów bombowych i strzelanin zginęło co najmniej 41 osób, z czego większość stanowili szyiccy pielgrzymi[160].
- W Sudanie Południowym w starciach pomiędzy robotnikami na polach naftowych zginęło co najmniej 16 osób. Ponadto zginęło trzech indyjskich żołnierzy z sił pokojowych ONZ. Według ONZ w walkach w Sudanie Południowym od 14 grudnia 2013 roku zginęło już co najmniej 500 osób[161][162].
- Według raportu Amnesty International podczas walkach w Republiki Środkowoafrykańskiej zginęło już około 1000 osób[163].
- Obserwatorium Praw Człowieka w Syrii poinformowało, że do chwili obecnej w wyniku nalotów sił powietrznych na Aleppo zginęło co najmniej 135 osób[potrzebny przypis].
- Ponad 80 osób zostało rannych (w tym siedem ciężko) w wyniku zawalenia się ozdobnego dachu w zabytkowym Teatrze Apollo w Londynie[164][165].
- W Indiach na nowo otwartym stadionie zawaliła się trybuna, w wyniku czego co najmniej 100 zostało rannych, w tym sześć ciężko[166][167].
- Rada Najwyższa Ukrainy wprowadziła amnestię, dzięki której uczestnicy antyrządowych i proeuropejskich protestów w Kijowie zostali zwolnieni od odpowiedzialności karnej[168].
- Prezydent Rosji Władimir Putin ogłosił ułaskawienie potentata naftowego Michaiła Chodorkowskiego, który ponad dziesięć lat spędził w więzieniu[169][170].
- W wywiadzie z Barbarą Walters, Hillary Rodham Clinton stwierdziła, że jest „niepewna” czy wystartuje w wyborach prezydenckich w 2016 roku[171].
- Gubernator Tokio Naoki Inose podał się do dymisji po intensywnych przesłuchaniach w sprawie skandalu finansowego[172].
- Organizacja Reporterzy bez Granic opublikowała roczne sprawozdanie dotyczące wolności prasy na świecie, z którego wynika, że w 2013 roku zginęło 71 dziennikarzy. Najgroźniejsze kraje to: Syria, Indie, Pakistan i Somalia[173].
- Nowy Meksyk stał się 17. stanem USA, który zalegalizował małżeństwa osób tej samej płci[174][175].
- W Wiedniu 40 tys. pracowników instytucji państwowych demonstrowało w sprawie podwyżek płac.[potrzebny przypis]
- Target Corporation i United States Secret Service ogłosiły, że ponad 40 milionów kart kredytowych i debetowych, stosowanych w sklepach Target, może być zagrożonych z powodu naruszenia danych[176][177].
- Brazylijski minister obrony Celso Amorim poinformował, że po 10 latach negocjacji zdecydowano się zakupić 36 samolotów typu Gripen NG za 4,5 mld dolarów[178].
- Peru zakupiło od Rosji 24 śmigłowce wojskowe Mi-171, które będą wykorzystywane do walki z przemytem narkotyków i terroryzmem[potrzebny przypis].

## 17 grudnia
- W wypadku śmigłowca w Afganistanie zginęło sześciu amerykańskich żołnierzy[179][180].
- Na obrzeżach stolicy Turcji podczas lotu ćwiczebno-treningowego rozbił się śmigłowiec wojskowy, w wyniku czego zginęły cztery osoby[potrzebny przypis].
- Pomimo masowych protestów Prezydent Ukrainy Wiktor Janukowycz spotkał się z prezydentem Rosji Władimirem Putinem w Moskwie, gdzie podpisano porozumienia ws. zniesienia ograniczeń handlowych między dwoma krajami[181][182][183].
- Naczelny dowódca sił NATO w Europie wyraził zaniepokojenie z powodu rozmieszczenia przez Rosję rakiet Iskander w obwodzie królewieckim. Podobne obawy wyraziły również Stany Zjednoczone, twierdząc, że istnieje ryzyko destabilizacji w regionie[184][185].
- Komisarz ds. Rozszerzenia Štefan Füle poinformował, że negocjacje w sprawie przystąpienia Serbii do Unii Europejskiej rozpoczną się 21 stycznia 2014 roku[186].
- Indie zarządziły reperkusje dyplomatyczne wobec Stanów Zjednoczonych za aresztowanie i znęcenie się nad wicekonsul Devyani Khobragade w Nowym Jorku[187][188].
- Edward Snowden zaoferował Brazylii pomoc w śledztwie ws. działalności szpiegowskiej NSA na jej obywatelach. Zastrzegł jednak, że mógłby to zrobić pod warunkiem otrzymania azylu politycznego[189][190].
- Angela Merkel po raz trzeci została wybrana Kanclerzem Niemiec. Głosowało na nią 462 deputowanych z koalicji rządowej spośród 621 posłów obecnych na sali[191].
- Japonia zamierza zwiększyć wydatki na Japońskie Siły Samoobrony, przekształcając je w nowoczesne wojsko. Planuje zakupić drony, samoloty oraz jednostki pływające. Ponadto rząd Japonii zatwierdził nową strategię obronną w związku z ostatnimi napięciami wokół wysp Senkaku na Morzu Wschodniochińskim[192][193].
- Korea Północna upamiętniła drugą rocznicę śmierci Kim Dzong Ila, kilka dni po wykonaniu egzekucji na Jang Song T’aeku[194][195].
- 18 osób – w tym kilku czołowych tureckich biznesmenów i synów trzech ministrów – zostało aresztowanych w ramach dochodzenia w sprawie domniemanego przekupstwa i korupcji[196][197].
- Cat Stevens, Hall & Oates, Kiss, Linda Ronstadt i Nirvana dołączą do Rock and Roll Hall of Fame[198][199].
- W Wietnamie po raz pierwszy od kilkudziesięciu lat odnotowano obfite opady śniegu, które spowodowały chaos na drogach. Temperatura spadła do 0 °C[200].

## 16 grudnia
- Syryjskie Obserwatorium Praw Człowieka stwierdziło, że w nalotach rządowych na Aleppo zginęło co najmniej 76 osób (w tym 28 dzieci)[201]. Portal RT poinformował, że rebelianci dopuszczają się masowych mordów na cywilach; w mieście na północny zachód od Damaszku zginęło ponad 80 osób[202]. Natomiast Międzynarodowy Komitet Ratunkowy z siedzibą w Nowym Jorku poinformował, że przez dwa lata trwania wojny domowej w Syrii, cena chleba wzrosła o ponad 500%[203].
- W zamachach bombowych oraz strzelaninach w Bagdadzie i innych miastach Iraku zginęło co najmniej 89 osób, a kilkadziesiąt zostało rannych. Do najkrwawszego ataku doszło w miejscowości Jusfija koło stolicy, gdzie dwa samochody-pułapki i bomba przydrożna zabiły 23 szyitów i raniły kolejne 55 osób[204][205].
- Co najmniej 22 osoby zginęły, a 20 zostało rannych w wyniku wypadku autobusu, który spadł z szosy w stolicy Filipin, Manili[206].
- W indyjskim Mumbaju w pożarze wieżowca zginęło sześć osób oraz zostało rannych sześciu strażaków[207].
- Doszło do wymiany ognia pomiędzy armią izraelską a libańskimi siłami zbrojnymi po tym, jak libański snajper zabił w pobliżu przejścia granicznego izraelskiego żołnierza[208][209].
- W stolicy Sudanu Południowego zaatakowano kwaterę główną armii, w wyniku czego doszło do starć pomiędzy rywalizującymi ze sobą frakcjami żołnierzy. Prezydent Salva Kiir Mayardit wprowadził godzinę policyjną[210][211].
- Australia zakończyła misję bojową w Międzynarodowych Siłach Wsparcia Bezpieczeństwa na terenie Afganistanu. W ciągu 12 lat zginęło tam 40 australijskich żołnierzy[212].
- Minister spraw zagranicznych Radosław Sikorski zapowiedział, że Polska udzieli wsparcia Francji podczas misji w Republice Środkowoafrykańskiej[213].
- W wyniku ogromnej powodzi na chińskiej wyspie Hajnan zostało podtopionych co najmniej 158 miejscowości; ewakuowano 10 tys. ludzi[214].
- Na amerykańskim Uniwersytecie Harvarda w Cambridge w stanie Massachusetts został ogłoszony alarm bombowy, w wyniku czego ewakuowano pracowników z czterech budynków campusu[215][216].
- W Wersalu pod Paryżem demonstrowało 30 tys. ludzi (6 tys. według policji) przeciwko ustawie o małżeństwach homoseksualnych i adopcji przez nie dzieci, która weszła w życie 18 maja 2013 roku. Protesty zorganizowano w wielu francuskich miastach[217].
- W Niemczech 1800 pracowników Amazona rozpoczęło kilkudniowy strajk. Domagają się poprawy warunków pracy oraz wyższych płac.[218]
- W południowoafrykańskiej Pretorii przed siedzibą władz stanął 9-metrowy i ważący 4,5 tony pomnik Nelsona Mandeli, który kosztował 800 tys. dolarów[219].
- W środkowo-wschodnim Ekwadorze archeolodzy odnaleźli w dżungli pozostałości prekolumbijskich budowli o wysokości ok. 80 metrów i szerokości podstawy 80 metrów[220].
- Sędzia federalny Richard J. Leon stwierdził, że gromadzenie danych o połączeniach telefonicznych przez amerykańską Agencję Bezpieczeństwa Narodowego jest naruszeniem konstytucyjnego zakazu nieuzasadnionych przeszukań[221][222].
- Amerykańskie władze poinformowały, że rozważają ułaskawienie Edwarda Snowdena od zarzutów kradzieży, ujawnienia tajnych informacji państwowej oraz szpiegostwa, o ile nie będzie ujawniał kolejnych dokumentów[223][224].

## 15 grudnia
- Syryjskie Obserwatorium Praw Człowieka podało, że zginęły 22 osoby – w tym 14 dzieci – podczas trzech nalotów przeprowadzonych przez siły rządowe na dzielnice Aleppo: Ard al Hamra, Sahur i Hajdarija[225].
- 16 osób zginęło w starciach pomiędzy Ujgurami i policją w mieście Kaszgar w niespokojnej chińskim regionie autonomicznym Sinciang[226][227].
- Na portugalskiej plaży Meco w mieście Sesimbra fala porwała grupę studentów, w wyniku czego zginęła jedna osoba, a 5 uznano za zaginione[228].
- W Belgii w czasie konkursu tańca w dyskotece w mieście Zolder zawalił się dach, 17 osób zostało lekko rannych, w tym 11 trafiło do szpitala[229].
- Unia Europejska zawiesiła rozmowy z Ukrainą w sprawie podpisania umowy stowarzyszeniowej. Komisarz ds. rozszerzenia UE Štefan Füle oświadczył, że nie doczekał się jasnej odpowiedzi od wicepremiera Siergieja Arbuzowa, czy Kijów chce podpisania umowy. Ponadto na kijowskim Placu Niepodległości ponownie zgromadziły się setki tysięcy demonstrantów, chcących dymisji rządu i umowy z UE. Natomiast Partia Regionów zgromadziła ok. 10 tys. ludzi w ramach kontrprotestu. Na Majdanie pojawili się również senatorowie USA: John McCain i Chris Murphy[230][231][232].
- W Niemczech ogłoszono skład koalicyjnego rządu Angeli Merkel. Najbardziej niespodziewana okazała się nominacja Ursuli von der Leyen na ministra obrony, która stała się pierwszą kobietą na tym stanowisku[233].
- Na prezydenta Chile wybrano ponownie Michelle Bachelet. W II turze wyborów uzyskał 62% głosów[234][235].
- Kilka tysięcy osób w hiszpańskim Madrycie protestowało przeciwko projektowi nowej ustawy o bezpieczeństwie. Doszło również do starć z policją[236].
- Chińska agencja informacyjna Xinhua poinformowała, że pojazd księżycowy „Jaspisowy królik” zjechał z lądownika sondy Chang’e 3 na powierzchnię Księżyca[237].
- W Etiopii amerykańscy archeolodzy odnaleźli groty kopii, których wiek oceniono na 280 tys. lat. Jest to jak dotąd najstarsza prehistoryczna broń.[potrzebny przypis]
- Ciało Nelsona Mandeli zostało pochowane na cmentarzu w jego rodzinnej wiosce Qunu w Prowincji Przylądkowej Wschodniej. Ceremonia zakończyła 10-dniowe uroczystości żałobne w Południowej Afryce[238][239].
- W Los Angeles odbył się pogrzeb aktora Paula Walkera, który zginął w wypadku samochodowym[240].
- W wieku 81 lat zmarł Peter O’Toole, irlandzki aktor filmowy i telewizyjny, producent i reżyser[241].
- W wieku 96 lat zmarła Joan Fontaine, amerykańska i brytyjska aktorka, zdobywczyni Oscara oraz siostra aktorki Olivii de Havilland[242][243].

## 14 grudnia
- W Chinach zginęło 21 górników w wyniku wybuchu metanu w kopalni[244].
- W stolicy Kenii niezidentyfikowany napastnik wrzucił granat do autobusu, w wyniku czego zginęły cztery osoby, a 15 zostało rannych[245].
- Zamaskowani i uzbrojeni napastnicy zastrzelili 18 osób – i ranili kolejne siedem – pracujących przy gazociągu w Muktadii, znajdującym się ok. 80 km od stolicy Iraku[246]. Ponadto co najmniej 15 ludzi zginęło w serii zamachów bombowych w Bagdadzie i Nahrawanie[247].
- Bomba w samochodzie w maliński mieście Kidal zabiła dwóch żołnierzy sił pokojowych ONZ[248][249].
- W wyniku gwałtownej powodzi w Strefie Gazy ewakuowano ponad 4000 ludzi[potrzebny przypis]. Natomiast w Izraelu burze śnieżne i zasypane drogi spowodowały odcięcie dziesiątek miast i wiosek, w wyniku czego ponad 40 tys. rodzin zostało pozbawionych dostępu do żywności i wody[250].
- Japonia i członkowie ASEAN zaapelowali, że chcą wolnego morza i przestrzeni powietrznej w regionie Morza Wschodniochińskiego i Południowochińskiego, do którego Chiny roszczą sobie prawa[251][252].
- Na wodach międzynarodowych Morza Południowochińskiego doszło do konfrontacji między okrętami Stanów Zjednoczonych i Chin.[253][254]
- Na Ukrainie odbyła się kontrdemonstracja zwolenników prezydenta Wiktora Janukowycza. Według organizatorów wzięło w niej udział 200 tys. ludzi, natomiast według mediów 50 tys.[255]
- Prezydent Benigno Aquino III zbagatelizował znaczenie ostatniej fali przemocy wobec dziennikarzy na Filipinach[256].
- W Egipcie wznowiono proces ws. byłego prezydenta Husni Mubaraka, oskarżonego o śmierć demonstrantów w 2011 roku[potrzebny przypis].
- Tunezyjscy politycy wybrali Mahdiego Dżumę na premiera Tunezji, który będzie pełnił tę funkcję do czasu nowych wyborów[257][258].
- W kolumbijskiej Bogocie odbyły się masowe protesty przeciwko usunięciu burmistrza Gustavo Petro z urzędu[259].
- Socjaldemokratyczna Partia Niemiec zgodziła się przystąpić do koalicji rządowej na czele z kanclerz Angelą Merkel[260].
- Niemiecki dziennik „Bild” podał, że Rosja rozmieściła w obwodzie królewieckim oraz wzdłuż granicy z krajami bałtyckimi rakiety typu Iskander-M o zasięgu 380 do 500 km[261].
- W południowoafrykańskiej Pretorii 100 tys. osób pożegnało Nelsona Mandelę, którego trumna była wystawiona przez trzy dni w siedzibie władz. Następnie ciało Mandeli zostało przewiezione do Qunu w Prowincji Przylądkowej Wschodniej, gdzie zostanie pochowane[262][263].
- Chińska agencja informacyjna Xinhua ogłosiła, że sonda Chang’e 3 wylądowała na powierzchni Księżyca. Cały proces trwał 12 minut. Jest to pierwsze lądowanie od niemal 40 lat.[264]
- NASA ogłosiła, że Kosmiczny Teleskop Hubble’a zauważył parę wodną nad obszarem w pobliżu bieguna południowego Europy, jednego z księżyców Jowisza[265].
- Ze świątyni, znajdującej się pod stolicą Kambodży skradziono bezcenną złotą urnę, która podobno zawierała relikwie samego Buddy[266].
- Koncern Google przejął firmę Boston Dynamics, która konstruowała roboty na zlecenie Pentagonu[267].
- Amerykanie szykują wprowadzenie modyfikacji do samolotów F/A-18E/F Super Hornet, zwanej „Advanced Super Hornet”. Ulepszenie zakłada montaż mocniejszych silników, konforemnych zbiorników paliwa i podkadłubowego zasobnika do przenoszenia uzbrojenia[268][269].

## 13 grudnia
- W Polsce miała miejsce 32. rocznica wprowadzenia stanu wojennego[270].
- Według oficjalnych danych liczba ofiar śmiertelnych tajfunu Haiyan przekroczyła 6000 zabitych[271][272].
- 15 syryjskich ugrupowań opozycyjnych utworzyło Syryjski Front Powstańczy, mający na celu walkę zarówno z reżimem Baszszara al-Asada, jak i z Al-Ka’idą, działającą na terenie kraju[potrzebny przypis].
- Sekretarz generalny ONZ Ban Ki-moon, powołując się na raport zawierający wyniki śledztwa ws. wykorzystania broni chemicznej w Syrii, ogłosił, że użycie broni chemicznej potwierdzono w 5 miejscach[273]. Natomiast Rosja poinformowała, że prócz środków finansowych zapewni również transport oraz materiały do likwidacji syryjskiej broni chemicznej[potrzebny przypis].
- Unia Europejska jest krytykowana przez Amnesty International za brak pomocy uchodźcom z Syrii[274][275].
- W Tokio rozpoczął się trzydniowy szczyt przywódców Japonii i Stowarzyszenia Narodów Azji Południowo-Wschodniej, na którym będzie omawiany temat roszczeń terytorialnych Chin na Morzu Wschodniochińskim i Południowochińskim[276].
- Książę Henryk z Walii wraz ze swoim zespołem „Walking with the Wounded” osiągnął Biegun południowy po trzech tygodniach trekkingu w Antarktyce[277][278].
- Na dużych obszarach Bliskiego Wschodu zapanowało rzadko spotykanie ochłodzenie. Między innymi w północnej części Egiptu – głównie w Kairze i okolicach – zanotowano opady śniegu, a temperatury spadły do około 2 °C / 36 °F. Był to pierwszy śnieg w stolicy Egiptu od 112 lat.[279][280]

## 12 grudnia
- W Jemenie w ataku amerykańskiego samolotu bezzałogowego zginęło co najmniej 13 osób, udających się na przyjęcie weselne[281].
- W północno-wschodnim Egipcie w wybuchu w pobliżu bazy policyjnej pod Ismailią zostało rannych 35 policjantów[282].
- Human Rights Watch skrytykowała administrację prezydenta Filipin Benigno Aquino III za brak ochrony dziennikarzy po śmierci co najmniej 12 w 2013 roku[283].
- Szefowa dyplomacji UE Catherine Ashton oświadczyła, że prezydent Ukrainy Wiktor Janukowycz zamierza podpisać porozumienie w sprawie stowarzyszenia z Unią Europejską[potrzebny przypis]. Wicepremier kraju Serhij Arbuzow również poinformował, że wkrótce zostanie podpisana umowa stowarzyszeniowa[284]. Natomiast sztab protestacyjny w Kijowie podał, że w akcji oddziałów Berkutu, do której doszło w nocy z wtorku na środę zostało rannych niemal 80 osób[285].
- Departament Stanu USA i członkowie Kongresu skrytykowali działania władz ukraińskich ws. tłumienia pokojowych demonstracji oraz nie wykluczyli wprowadzenia sankcji wobec Ukrainy[286][287].
- NASA poinformowała, że na Międzynarodowej Stacji Kosmicznej doszło do awarii systemu chłodzenia, w wyniku czego wyłączono kilka mniej istotnych systemów stacji[288][289].
- Ogłoszono nominacje na 71. ceremonię wręczenia Złotych Globów[290][291].
- Australijski Sąd Najwyższy cofnął prawo pozwalające na małżeństwa osób tej samej płci. 27 ślubów homoseksualnych zostało uznanych za nieważne[292][293].
- Rząd Hiszpanii zapowiedział, że będzie blokował przeprowadzenie referendum –wyznaczone na 9 listopada 2014 roku – w sprawie niepodległości Katalonii[294][295].
- Rząd Izraela wobec silnej opozycji wewnętrznej wycofał się z planów przesiedlenia 40 tys. Beduinów, zamieszkujących pustynię Negew[296].
- Były premiery Tajlandii Abhisit Vejjajiva został oskarżony o morderstwo w sprawie śmierci taksówkarza, zastrzelonego przez siły bezpieczeństwa tłumiące antyrządowe protesty w 2010 roku[297][298].
- Północnokoreańska Koreańska Centralna Agencja Prasowa poinformowała o straceniu za „zdradę” Jang Song T’aeka, byłego Wiceprzewodniczącego Narodowej Komisji Obrony, uważanego za jedną z czołowych postaci północnokoreańskiego reżimu po śmierci Kim Dzong Ila[299][300].
- W Bangladeszu powieszono lidera Dżamaat-e-Islami Abdula Quadera Mollę za popełnienie zbrodni wojennych podczas wojny o niepodległość Bangladeszu w 1971 roku[301][302].
- Czterech byłych szefów banków islandzkich skazano na karę od 3 do 5 lat pozbawienia wolności za ukrywanie nielegalnych działań w Kaupthing Bank[303][304].
- Według raportów FSB i prokuratury 60 rosyjskich pilotów z 14 linii lotniczych oskarżono o kupowanie sfałszowanych dyplomów, które dopuszczały ich do lotów[potrzebny przypis].
- W północno-wschodnich Chinach lokalne rządy ośmiu miast (m.in. Shenyangu) ukarano grzywnami za zanieczyszczenie powietrza na łączną sumę ponad 54 mln juanów[305].
- Po 158 latach wydawania brytyjska gazeta „The Liverpool Post” zostanie zamknięta. Ostatnie wydanie ukaże się 19 grudnia 2013 roku[306][307].
- Wicepremier Dmitrij Rogozin ogłosił, że do 2020 roku Rosja może dojść do poziomu eksportu broni w kwocie 50 mld dolarów rocznie[308].
- Południowokoreański koncern Korea Aerospace Industries poinformował o podpisaniu z Irakiem umowy na dostarczenie 24 lekkich myśliwców naddźwiękowych FA-50 za łączną sumę 1,1 mld dolarów[309].

## 11 grudnia
- Na północy Madagaskaru podejrzany przypadek dżumy zabił ponad 20 osób w wiosce, znajdującej się w pobliżu miasta Mandritsara[310][311].
- 16 osób zginęło w pożarze na targowisku w mieście Shenzhen na południu Chin[312].
- Trzech dziennikarzy zginęło, a jeden został ranny w ciągu dwóch tygodni na Filipinach, co zaczęło budzić obawy co do stanu bezpieczeństwa w tym kraju[313].
- W Niemczech w mieście Bad Homburg vor der Höhe koło Frankfurtu przewrócił się ciężki dźwig budowlany na supermarket Aldi, w wyniku czego zginęła jedna osoba, a pięć zostało rannych[314].
- Liczba ofiar starć w stolicy Republiki Środkowoafrykańskiej wzrosła do ponad 500 zabitych[315].
- Na Ukrainie około godziny 1 w nocy milicja Berkut i wojska wewnętrzne MSW rozpoczęły szturm na kijowski Majdan. Starcia trwały ok. 4 godzin, jednak milicja nie używała pałek i gazu, a tylko spychali tłum demonstrantów i rozbierali barykady (zostało rannych kilkanaście osób). Nad ranem dokonano szturmu na kijowski ratusz, jednak atak się nie powiódł i milicja wycofała się z centrum stolicy[316].
- Stany Zjednoczone i Wielka Brytania tymczasowo wstrzymały dostawy pomocy niewojskowej dla opozycjonistów syryjskich po tym, jak przejście graniczne na północy oraz magazyny broni zostały przejęte przez radykalnych islamistów[317].
- W Birmie zwolniono kolejnych 44 więźniów politycznych z zakładów karnych[318].
- Sąd Najwyższy Indii utrzymał w mocy prawo uznające dobrowolny stosunek homoseksualny pomiędzy dorosłymi za „niezgodny z naturą czyn przestępczy”[319][320].
- General Motors ogłosił, że do końca 2017 roku zamierza zamknąć australijską filię produkcyjną, produkującą samochody marki Holden[321].
- Międzynarodowy Organ Kontroli Środków Odurzających oświadczył, że legalizacja marihuany przez Urugwaj jest sprzeczna z konwencją ONZ o środkach odurzających[322].
- Papież Franciszek został ogłoszony Człowiekiem Roku przez amerykański tygodnik „Time”[323][324].
- Amerykańska Agencja Bezpieczeństwa Narodowego wykorzystywała ciasteczka Google w celu uzyskania informacji o użytkowniku komputera i możliwym przeprowadzeniu ataku hakerskiego[325][326].
- Brytyjski Urząd Kontroli Praktyk Finansowych skazał bank Lloyds na grzywnę w wysokości 28 milionów funtów za zwodzenie klientów[327].
- Dowódca Indyjskich Sił Powietrznych marszałek Norman Anil Kumar Browne poinformował, że pierwsze modyfikacje radzieckiego samolotu MiG-21 zostały wycofane z sił powietrznych kraju[potrzebny przypis].
- Centralny Bank Rosji zatwierdził nowy symbol graficzny rubla. Szefowa Banku Centralnego Elvira Nabiullina oświadczyła, że ma on symbolizować stabilność krajowej waluty[328].

## 10 grudnia
- W północnym Iraku w zamachu samobójczym w mieście Bakuba zginęło co najmniej 11 osób, a 19 zostało rannych[329].
- Dwóch francuskich żołnierzy zginęło podczas walk w stolicy Republiki Środkowoafrykańskiej, Bangi[330][331].
- Filipiny zakazały swoim pracownikom jechanie do Jemenu po tym, jak zginęło tam siedmiu Filipińczyków[332].
- W Tajlandii na ulicach Bangkoku w dalszym ciągu protestowało tysiące osób, jednakże opozycyjna Partia Demokratyczna zaczęła masowo rezygnować[333].
- Szefowa dyplomacji UE Catherine Ashton spotkała się na Ukrainie z prezydentem Wiktorem Janukowyczem, z którym dyskutowała 3,5 godziny na temat sytuacji w kraju. Następnie udała się na kijowski Plac Niepodległości, gdzie spotkała z uczestnikami antyrządowych protestów[334].
- W Johannesburgu odbyło się nabożeństwo żałobne Nelsona Mandeli. Podczas uroczystości żałobnych Prezydent USA Barack Obama wymienił uścisk dłoni z prezydentem Raúlem Castro mimo nałożonego embarga na Kubę[335][336]. Natomiast podczas wystąpienia prezydenta RPA Jacoba Zumy, został on wygwizdany przez zgromadzony tłum.[337]
- Minister obrony Siergiej Szojgu zapowiedział, że Rosja utworzy w 2014 roku nowe jednostki wojskowe w Arktyce, które będą miały za zadanie zapewnić bezpieczeństwo militarne i chronić interesów rosyjskich w tym regionie. Jest to odpowiedź na roszczenia Kanady wobec tych terenów[338].
- Dyrektor OPCW Ahmet Üzümcü poinformował, że niszczenie syryjskiej broni chemicznej może rozpocząć się przed końcem stycznia 2014 roku[339].
- Rząd USA zakończył reprywatyzację General Motors, na którego czele stanęła Mary Barra, pierwsza w historii kobieta, która objęła stanowisko prezesa firmy motoryzacyjnej[340][341].
- Amerykańskie koncerny informatyczne Google, Microsoft, Apple, Facebook, Twitter, Yahoo!, LinkedIn oraz AOL napisały list otwarty do prezydenta Baracka Obamy z apelem o ograniczenie skali inwigilacji ze strony wywiadu elektronicznego[342].
- W Sztokholmie wręczono laureatom Nagrody Nobla, które otrzymali z rąk króla Szwecji Karola XVI Gustawa[343].
- Kanadyjski piosenkarz Justin Bieber przyjechał na Filipiny, aby pomóc w zbiórce pieniędzy dla ofiar tajfunu Haiyan[344].
- W Parlamencie Europejskim nie przyjęto projektu rezolucji, wzywającej do wprowadzenia legalnej aborcji w państwach Unii Europejskiej[345].
- Na aukcji w Genewie sprzedano ponad 230 nieopublikowanych listów, napisanych przez cara Mikołaja I, Aleksandra II i członków carskiej rodziny, za 607 tys. euro[346].
- Urugwaj stał się pierwszym państwem, który zalegalizował uprawę, sprzedaż i wykorzystywanie marihuany[347].
- We Francji na cztery lata więzienia skazano Jean-Claude’a Masa, producenta wadliwych implantów piersi[348][349].
- Komisja Europejska skazała koncerny farmaceutyczne Johnson & Johnson i Novartis na łączną karę ponad 16 mln euro za zmowę ws. leku przeciwbólowego[350].
- We wschodniej Antarktydzie naukowcy odnotowali nowy rekord zimna. Pomiaru dokonała satelita NASA, która zarejestrowała temperaturę –94,7 stopni Celsjusza[351].
- W wieku 91 lat zmarła Eleanor Parker, amerykańska aktorka, trzykrotnie nominowana do Oscara[352].

## 9 grudnia
- W Iraku zginęło co najmniej 18 osób w serii ataków. Do najkrwawszego zamachu doszło w mieście Buhriz, znajdującym się 60 km od Bagdadu, gdzie w wybuchu samochodu-pułapki zginęło 12 osób, a 24 zostały ranne[353][354].
- W indonezyjskiej Dżakarcie doszło do zderzenia pociągu z cysterną na gaz, w wyniku czego zginęło co najmniej siedem osób, a ponad 90 zostało rannych (w tym 9 ciężko)[355][356].
- W stolicy Republiki Środkowoafrykańskiej rozpoczęło się rozbrajanie walczących ze sobą stron. Ponadto Francja poprosiła Stany Zjednoczone o wsparcie, w wyniku czego Pentagon zapowiedział pomoc w postaci samolotów transportowych i zwiadowczych[357].
- Była premier Ukrainy Julia Tymoszenko wysłała list poparcia dla ukraińskich demonstrantów po obaleniu pomnika Lenina. Prezydent Wiktor Janukowycz zgodził się na organizację okrągłego stołu, przy którym zasiądą przedstawiciele władzy i opozycji. Natomiast ukraińska milicja i służba bezpieczeństwa rozpoczęły usuwanie demonstrantów z okolic budynków rządowych. Ponadto funkcjonariusze wkroczyli do siedziby głównej partii opozycyjnej oraz telewizji INTV[358][359][360].
- Premier Tajlandii Yingluck Shinawatra ogłosiła rozwiązanie parlamentu, jednak demonstranci ponownie wyszli na ulicę Bangkoku[361]
- ONZ wyśle inspektorów do Libii, którzy skontrolują stan zabezpieczenia zapasów koncentratu rudy uranu w tym kraju[362].
- Prezydent Władimir Putin podpisał dekret o reorganizacji mediów w Rosji, w wyniku czego zlikwidowano agencję prasową RIA Nowosti i rozgłośnie radiową Głos Rosji. W ich miejsce powstała Rossija siegodnia, na której czele stanął Dmitrij Kisielov[363].
- Burmistrz Bogoty (Kolumbia) Gustavo Petro został usunięty z urzędu i dostał zakaz ponownego objęcia go przez kolejne 15 lat, ze względu na brak polityki oczyszczania miasta, promowanej przez niego[364].
- Dzienniki „The Guardian” i „The New York Times” podały, że amerykańska Agencja Bezpieczeństwa Narodowego i brytyjska agencja GCHQ szpiegowały osoby, grające m.in. World of Warcraft czy Second Life (gry o dużej popularności w środowiskach graczy)[365].
- Były współpracownik NSA Edward Snowden został uznany człowiekiem roku przez brytyjski dziennik „The Guardian” za ujawnienie kulis inwigilacji elektronicznej stosowanej przez amerykańskie i brytyjskie tajne służby[366].
- Linie lotnicze American Airlines Group utworzone w wyniku połączenia AMR Corporation i US Airways Group zadebiutowały na giełdzie NASDAQ[367].

## 8 grudnia
- W Iraku zginęły co najmniej 33 osoby, a kilkadziesiąt zostało rannych w serii zamachów bombowych w Bagdadzie, głównie w dzielnicach szyickich. Ładunki wybuchały na zatłoczonych targowiskach, koło restauracji i kawiarni[368].
- W Kolumbii zginęło osiem osób, a 20 zostało rannych w wyniku ataku bombowego na posterunek policji w jednej z wiosek. Według źródeł wojskowych był to bojownik FARC[369].
- Korea Południowa zapowiedziała powiększenie swojej strefy obrony powietrznej w odpowiedzi na niedawny ruch ze strony Chin[370][371].
- Na Ukrainie trzecią niedzielę z kolei setki tysięcy demonstrantów w Kijowie domagało się dymisji prezydenta Wiktora Janukowycza, który odrzucił ofertę zacieśniania więzi z Unią Europejską. Antyrządowi demonstranci obalili również pomnik komunistycznego lidera Włodzimierza Lenina. Ponadto Służba Bezpieczeństwa Ukrainy rozpoczęła śledztwo ws. próby przejęcia władzy w państwie[372][373][374].
- Premier Tajlandii Yingluck Shinawatra zaproponowała przeprowadzenie referendum, mającego określić jej przyszłość polityczną. Stwierdziła przy tym, że odejdzie ze stanowiska, jeśli taka będzie wola narodu[375].
- Minister spraw zagranicznych RPA Maite Nkoana-Mashabane oświadczyła, że Nelsona Mandelę pożegna blisko 60 szefów państw i rządów. Na pogrzeb pojedzie również minister spraw zagranicznych Radosław Sikorski[376].
- Agnieszka Holland została prezesem Europejskiej Akademii Filmowej, zastępując na tym stanowisku niemieckiego reżysera Wima Wendersa[377].
- Miss Polski 2013 została 21-letnia Ada Sztajerowska, studentka z Piotrkowa Trybunalskiego[378].
- W wieku 85 lat zmarł Édouard Molinaro, francuski reżyser i scenarzysta filmowy[379].

## 7 grudnia
- Rozpoczęło się wstępne podliczanie strat po przejściu „Ksawerego” w Polsce. W wyniku huraganu zginęło pięć osób, a 53 zostały ranne. Straż pożarna interweniowała co najmniej kilkanaście tysięcy razy. W nocy z piątku na sobotę bez prądu było ponad 500 tys. odbiorców, natomiast w sobotę bez prądu było nadal ok. 200 tys. ludzi. Ponadto spowodował chaos komunikacyjny w kraju, wiele dróg było nieprzejezdnych oraz tworzyły się wielokilometrowe korki[380].
- Prezydent François Hollande poinformował, że Francja zwiększyła swój kontyngent w Republice Środkowoafrykańskiej do 1600 żołnierzy, aby uchronić ludność cywilną – głównie chrześcijan – przed kolejnymi atakami islamskich rebeliantów. Natomiast Czerwony Krzyż podał, że w Bangi zginęło już blisko 400 osób[381].
- Minister spraw Zagranicznych Wielkiej Brytanii William Hague stwierdził, że jeżeli nie dojdzie do rozwiązania konfliktu w Syrii, to może jej grozić całkowity rozpad[382].
- Liczba ofiar śmiertelnych tajfunu Haiyan wzrosła do 5800 zabitych, ponadto 26,233 osoby zostały ranne, a 1779 uznano za zaginione[383].
- Konferencja Światowej Organizacji Handlu na wyspie Bali w Indonezji zakończyła się porozumieniem w sprawie liberalizacji handlu światowego oraz ułatwieniem biedniejszym państwom sprzedaży swoich towarów w ramach „pakietu z Bali”[384][385].
- Na konwencie w Warszawie powołano nową partię o nazwie Polska Razem, w której w skład wchodzą: byli posłowie PO (m.in. Jarosław Gowin jako lider partii, John Godson czy Jacek Żalek), PJN (Paweł Kowal) oraz Stowarzyszenie „Republikanie” (Przemysław Wipler)[386][387].
- W Niemczech odbyła się 26. ceremonia wręczenia Europejskich Nagród Filmowych. Nagrodę w kategorii Najlepszy Europejski Film otrzymał włoski film Wielkie piękno w reżyserii Paolo Sorrentino, który został również najlepszym reżyserem. Za najlepszego aktora uznano Toniego Servillo[388].
- Jacek Rostowski, Adam Michnik i Dariusz Miłek zostali laureatami Nagrody Kisiela 2013.[389]
- W wieku 51 lat zmarł Jacob Matlala, południowoafrykański pięściarz, uznawany za najniższego bokserskiego mistrza świata w historii[390].
- W wieku 113 lat zmarł Józef Kowalski, ostatni żyjący weteran wojny polsko-bolszewickiej[391].

## 6 grudnia
- Czerwony Krzyż w Republice Środkowoafrykańskiej poinformował, że podczas zamieszek w Bangi zginęło co najmniej 281 osób w ciągu dwóch dni. Ulice stolicy są pilnowane przez francuskich komandosów; ponadto do kraju przybyły pierwsze posiłki wojsk francuskich z kontyngentu, który będzie wynosił docelowo 1200 żołnierzy. Tym samym rozpoczęto misję pokojową MISCA[392][393].
- Ministerstwo Obrony Narodowej Jemenu odzyskało kontrolę nad związkiem wojskowym w Sana, w wyniku czego zginęło 11 bojowników Al-Ka’idy, która przyznała się do ataku z 5 grudnia[394][395].
- Do co najmniej 11 osób wzrosła liczba ofiar Orkanu Ksawery, który sparaliżował północną i północno-zachodnią część Europy. Huragan spowodował powodzie, awarie prądu oraz chaos na lotniskach i drogach. W Polsce zginęło jak dotąd pięć osób, w Wielkiej Brytanii i Szwecji po dwie oraz w Danii i Austrii po jednej osobie[396].
- MSW Danii i Norwegii ogłosiły, że siły zbrojne tych dwóch krajów wywiozą zapasy broni chemicznej z ogarniętej wojną domową Syrii[397].
- Serbska policja w ramach akcji „Grom” rozbiła siatkę handlarzy narkotyków, w wyniku czego aresztowano 127 osób[398].
- Prezydent RPA Jacob Zuma poinformował, że Nelson Mandela zostanie pochowany w rodzinnej wiosce Qunu w dniu 15 grudnia 2013 roku[399][400].
- W Watykanie papież Franciszek spotkał się z Wysokim Komisarzem ONZ ds. Uchodźców António Guterresem w celu omówienia m.in. sytuacji 45 mln uchodźców[401].
- W Chinach skażenie powietrza przekroczyło 20-30 razy zalecane międzynarodowe normy, w wyniku czego lokalne władze wydały ostrzeżenie o poważnym zagrożeniu dla zdrowia, a w Szanghaju zostało odwołanych lub opóźnionych setki lotów[402][403].
- Po sześcioletnich testach amerykańskiej marynarce wojennej udało się wystrzelić drona z pokładu łodzi podwodnej[404].
- Nowosądecka spółka kolejowa Newag zadebiutowała na warszawskiej giełdzie. Akcje firmy zyskały na debiucie 21%[405][406].
- W brazylijskim Costa do Sauípe odbyło się losowanie grup na finałowy turniej Mistrzostw Świata w Piłce Nożnej w 2014 roku. Meczem otwarcia będzie pojedynek Brazylia – Chorwacja[407].

## 5 grudnia
- Niezidentyfikowani uzbrojeni napastnicy zaatakowali kompleks Ministerstwa Obrony Narodowej w stolicy Jemenu, w wyniku czego zginęły co najmniej 52 osoby, a 167 zostało rannych. Wśród ofiar większość to personel medyczny szpitala, ponadto zginęło dwóch obywateli Niemiec oraz krewny prezydenta Abd Rabbuh Mansura Hadima[408][409].
- ONZ autoryzowało działania wojskowe Francji w Republice Środkowoafrykańskiej w celu stłumienia trwającej wojny domowej. Według raportów ponad 100 osób zginęło podczas ostatnich starć w stolicy Bangi[410][411].
- Uzbrojeni napastnicy zaatakowali centrum handlowe i posterunek policji w Kirkuku na północy Iraku, w wyniku czego zginęło 10 osób, a 75 zostało rannych[412][413].
- Potężna burza zwana Orkanem Ksawery (Sven lub Bodil) uderzyła w Wielką Brytanię, Holandię, Danię oraz Niemcy, powodując chaos komunikacyjny i zabijając co najmniej 3 osoby. Wiatr osiągał prędkość 150–190 km/h (w Szkocji odnotowano 229 km/h)[414][415].
- Wiceprezydent Stanów Zjednoczonych Joe Biden skrytykował Chińską Republikę Ludową za ostatnie prześladowania zagranicznych dziennikarzy w tym kraju[416].
- Sekretarz stanu Stanów Zjednoczonych John Kerry spotkał się z premierem Izraela Binjaminem Netanjahu w Jerozolimie w celu omówienia wielu tematów, w tym programu atomowego Iranu[417].
- Australia i Korea Południowa z powodzeniem negocjują umowę o wolnym handlu[418].
- Obchodzący 86. urodziny król Tajlandii Bhumibol Adulyadej zaapelował o stabilizację w kraju. Z okazji urodzin władcy tymczasowo przerwano protesty[419][420].
- W Norwegii policja aresztowała łącznie 73 osoby, podejrzane o zamieszczanie w internecie zdjęć zawierających pornografię dziecięcą[421].
- Dziennik „The Washington Post”, powołując się na tajne dokumenty oraz przedstawicieli służb wywiadowczych, podał, że amerykańska Agencja Bezpieczeństwa Narodowego gromadzi blisko pięć mld danych dziennie, określających lokalizację telefonów komórkowych na świecie[422].
- Piosenkarka i aktorka Thalía odsłoniła swoją gwiazdę na Hollywoodzkiej Alei Gwiazd[423].
- W Johannesburgu w wieku 95 lat zmarł Nelson Mandela, południowoafrykański polityk, prezydent RPA w latach 1994–1999, jeden z przywódców ruchu przeciw apartheidowi oraz laureat pokojowej nagrody Nobla[424][425].

## 4 grudnia
- W pobliżu stolicy Mali odkryto masowy grób ze szczątkami 21 żołnierzy, którzy prawdopodobnie zaginęli w 2012 roku podczas zamachu stanu[426].
- 13 osób zginęło w wyniku strzelaniny w największym mieście Pakistanu, Karaczi[427].
- W dystrykcie Gaibandha w Bangladeszu doszło do wykolejenia się pociągu w wyniku sabotażu, zginęły co najmniej trzy osoby. Ponadto kolejne 60 osób zginęło w efekcie ogłoszonej przez Partię Nacjonalistyczną Bangladeszu kampanii przeciwko wyborom, które odbędą się w styczniu[428].
- W syryjskim mieście Aleppo w wyniku ataku rakietowego na obszary kontrolowane przez siły rządowe zginęło 17 osób, a 30 zostało rannych[429][430].
- Co najmniej jedna osoba zginęła, jedną uznano za zaginioną, a dziesiątki tysięcy ewakuowano w wyniku powodzi, które nawiedziły Malezję. Najbardziej dotknięte zostały stany Johor, Pahang i Terengganu[431].
- Na Ukrainie szef MSW Witalij Zacharczenko wydał policji zakaz używania siły wobec demonstrantów, natomiast Prokurator Generalny nakazał protestującym natychmiastowe opuszczenie budynków rządowych. W wieczornych protestach wzięło udział kilkadziesiąt tysięcy osób[432][433].
- Szyicki Hezbollah w Libanie ogłosił, że jeden z dowódców ugrupowania, Hassan al-Lakis, został zamordowany przed swym domem w Bejrucie. Za atak obarczono Izrael[434].
- Stany Zjednoczone wstrzymały wysyłkę dostaw do Afganistanu przez terytorium Pakistanu w związku z protestami przeciwko atakom bezzałogowych dronów[435].
- W Libii przyjęto szariat jako podstawę prawodawstwa i działalności instytucji[436].
- Komisja Europejska ukarała siedem banków (m.in. Deutsche Bank i Barclays) i jednego brokera (RP Martin) na sumę 1,7 mld euro za udział w kartelach na rynku instrumentów pochodnych[437].
- Na przejściu granicznym z Polską mienieccy celnicy przechwycili turecką ciężarówkę, w której ukryto 220 kg opium o wartości 1,5 mln euro[438].
- Amerykański dziennik „The New York Times” poinformował, że po rocznej przerwie papierowe wydanie tygodnika „Newsweek” powróci na początku 2014 roku[439].
- NASA ogłosiła odnalezienie wody w atmosferach pięciu planet, które okrążają inne gwiazdy. Odkrycia dokonano za pomocą Teleskopu Hubble’a[440].
- Nowa wyspa odkryta na Morzu Łaptiewów otrzymała nazwę Yaya[441].

## 3 grudnia
- W północno-wschodniej Nigerii około 500 islamistów z ugrupowania Boko Haram zaatakowało bazę wojsk lotniczych i cywilne lotnisko, znajdujące się na przedmieściach Maiduguri. Zniszczono dwa śmigłowce i trzy samoloty wojskowe, natomiast według gen. Olukulade podczas ataku zginęło 24 napastników[442].
- Około 130 samochodów brało udział w trzech karambolach, do których doszło w wyniku gęstej mgły w zachodniej Belgii. Zginęła co najmniej jedna osoba, a 80 zostało rannych[443].
- W centralnych i południowych Włoszech zginęły dwie osoby, a blisko 1500 zostało ewakuowanych z powodu ulewnych deszczów, które są przyczyną wielu zalań i podtopień[444].
- Na Ukrainie opozycji nie udało się przeforsować wniosku o obalenie rządu Mykoły Azarowa, ponieważ nie przeszedł w głosowaniu w parlamencie (186 głosów za i 226 przeciw rezolucji)[445].
- Rząd Tajlandii nakazał policji wycofywanie się w celu uniknięcia dalszych konfrontacji z manifestantami w Bangkoku. Do tej pory w starciach zginęły trzy osoby, a 220 zostało rannych[446].
- Według raportów południowokoreańskiego wywiadu w Korei Północnej, Kim Dzong Un usunął ze stanowiska przewodniczącego Komisji Obrony Narodowej KRLD swojego wuja Jang Song T’aeka. Ponadto rozstrzelano kilkunastu dowódców wojskowych oraz najbliższych doradców T’aeka[447][448].
- Francuscy eksperci stwierdzili, że Jasir Arafat nie został otruty radioaktywnym polonem, lecz zmarł śmiercią naturalną w wyniku ogólnej infekcji. Tym samym podważyli wnioski badaczy rosyjskich i szwajcarskich[449][450].
- W Kanadzie w prowincji Alberta odkryto bardzo dobrze zachowaną skamieniałość dinozaura, będącą młodym Chasmozaurem[451].
- Wydawca dziennika „The Guardian” Alan Rusbridger poinformował, że do tej pory gazeta opublikowała jedynie 1% materiałów, dostarczonych przez Edwarda Snowdena, byłego współpracownika NSA[452].
- W Port Antonio na Jamajce w wieku 67 lat zmarł Junior Murvin, piosenkarz i kompozytor muzyki reggae[453].

## 2 grudnia
- W Jemenie w starciach pomiędzy wojskiem jemeńskim i bojownikami Al-Ka’idy w prowincji Hadramaut zginęło trzech żołnierzy i sześciu rebeliantów[454].
- W zamachu samobójczym na bazę policji w prowincji Wardak w Iraku zginęło co najmniej czterech policjantów, a 17 zostało rannych[455].
- Koordynatorka wspólnej misji ONZ i OPCW Sigrid Kaag oświadczyła, że działania wojenne na terenie Syrii utrudniają likwidację broni chemicznej[456].
- Wysoka Komisarz Narodów Zjednoczonych ds. Praw Człowieka Navanethem Pillay oświadczyła, że jest coraz więcej dowodów, wskazujących na to, że prezydent Baszszar al-Asad i rząd w Damaszku ponoszą odpowiedzialność za zbrodnie przeciwko ludzkości i zbrodnie wojenne w Syrii[457].
- W proeuropejskich i antyrządowych protestach w centrum Kijowa wzięło udział nawet kilkaset tys. ludzi, podczas których doszło do zamieszek oraz starć z milicją. Według oficjalnych danych 165 osób zostało rannych, a dziewięć zatrzymano. Do stolicy Ukrainy ściągnięto również dodatkowe wojska wewnętrzne MSW[458][459].
- Liczba ofiar śmiertelnych tajfunu Haiyan (Yolanda) wzrosła do 5670 zabitych[460].
- Syryjskie Obserwatorium Praw Człowieka podało, że od początku konfliktu w Syrii zginęło już ponad 126 tys. osób[461].
- W Egipcie przyjęto wstępny projekt konstytucji, co ma otworzyć drogę do referendum konstytucyjnego oraz nowych wyborów prezydenckich[462].
- Papież Franciszek spotkał się z premierem Izraela Binjaminem Netanjahu w celu omówienia spraw globalnych, w tym programu nuklearnego Iranu[463][464].
- W szwedzkim parlamencie wręczono nagrody Right Livelihood Award, zwane „alternatywnymi noblami”. Otrzymali je dr Paul Walker, Raji Sourani, Denis Mukwege i Hans Herren[465].
- W wieku 93 lat zmarł generał Alfonso Armada, jeden z przywódców nieudanego zamachu stanu w Hiszpanii w 1981 roku[466].
- W wieku 92 lat zmarł Heinrich Boere, zbrodniarz nazistowski skazany w 2010 roku na dożywotnie więzienie za zamordowanie trzech holenderskich cywilów w 1944 r.[467]

## 1 grudnia
- W wyniku zamachu samobójczego na pogrzebie zginęło co najmniej 17 osób w mieście Bakuba w Iraku[468].
- Co najmniej cztery osoby zginęły, a 67 zostały ranne (w tym 11 ciężko) w wyniku wykolejenia się kolejki dojazdowej Metro-North w pobliżu Bronxu w Nowym Jorku[469].
- We Włoszech w pożarze fabryki odzieży w mieście Prato zginęło siedem osób, a dwie zostały ranne[470].
- 100 tys. ludzi w Kijowie kontynuowało protesty przeciwko Wiktorowi Janukowyczowi, który nie podpisał umowy stowarzyszeniowej z Unią Europejską. Doszło również do starć pomiędzy demonstrantami i milicją. Część protestujących szturmowała budynki rady miasta Kijowa[471][472].
- W Izraelu i na terytoriach palestyńskich miał miejsce „Dzień Gniewu”, w wyniku którego tysiące Palestyńczyków protestowało przeciwko wysiedleniu beduinów z pustyni Negew. Doszło do starć z policją, w wyniku czego aresztowano 33 osoby[473].
- Kilkadziesiąt tys. osób demonstrowało w Paryżu przeciwko podwyżce podatku VAT, która ma zostać wprowadzona 1 stycznia 2014 roku[474].
- Chiny z Centrum Startowego Satelitów w Xichang wystrzeliły sondę Chang’e 3, wyposażoną w lądownik z pojazdem przystosowanym do badań Księżyca[475][476].
- W referendum w Chorwacji blisko 66% głosujących opowiedziało się przeciw legalizacji małżeństwom osób tej samej płci. Frekwencja wyniosła 38%[477].
- W wypadku samochodowym zginął 40-letni Paul Walker, amerykański aktor i producent filmowy, znany głównie z serii Szybcy i wściekli[478].